# Дорожній рух

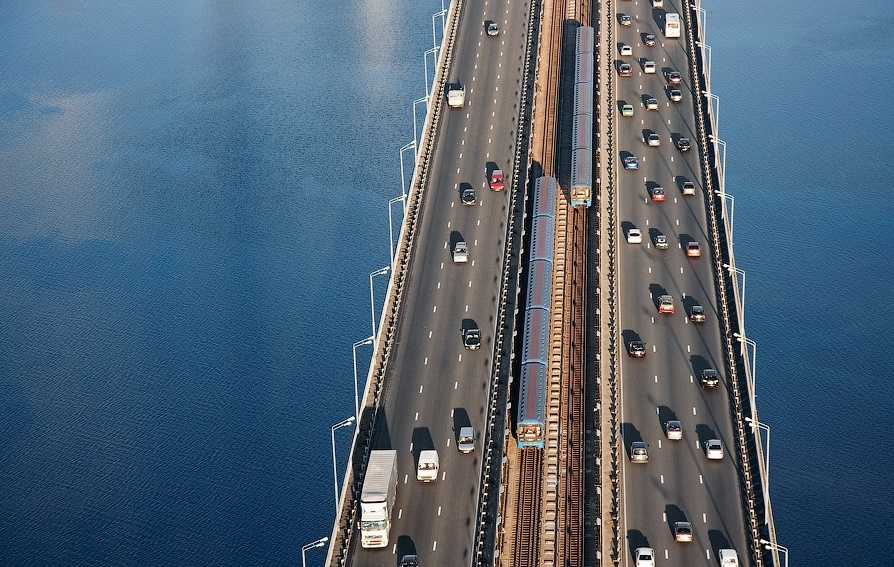
Дорожній рух в Києві, Південний міст.

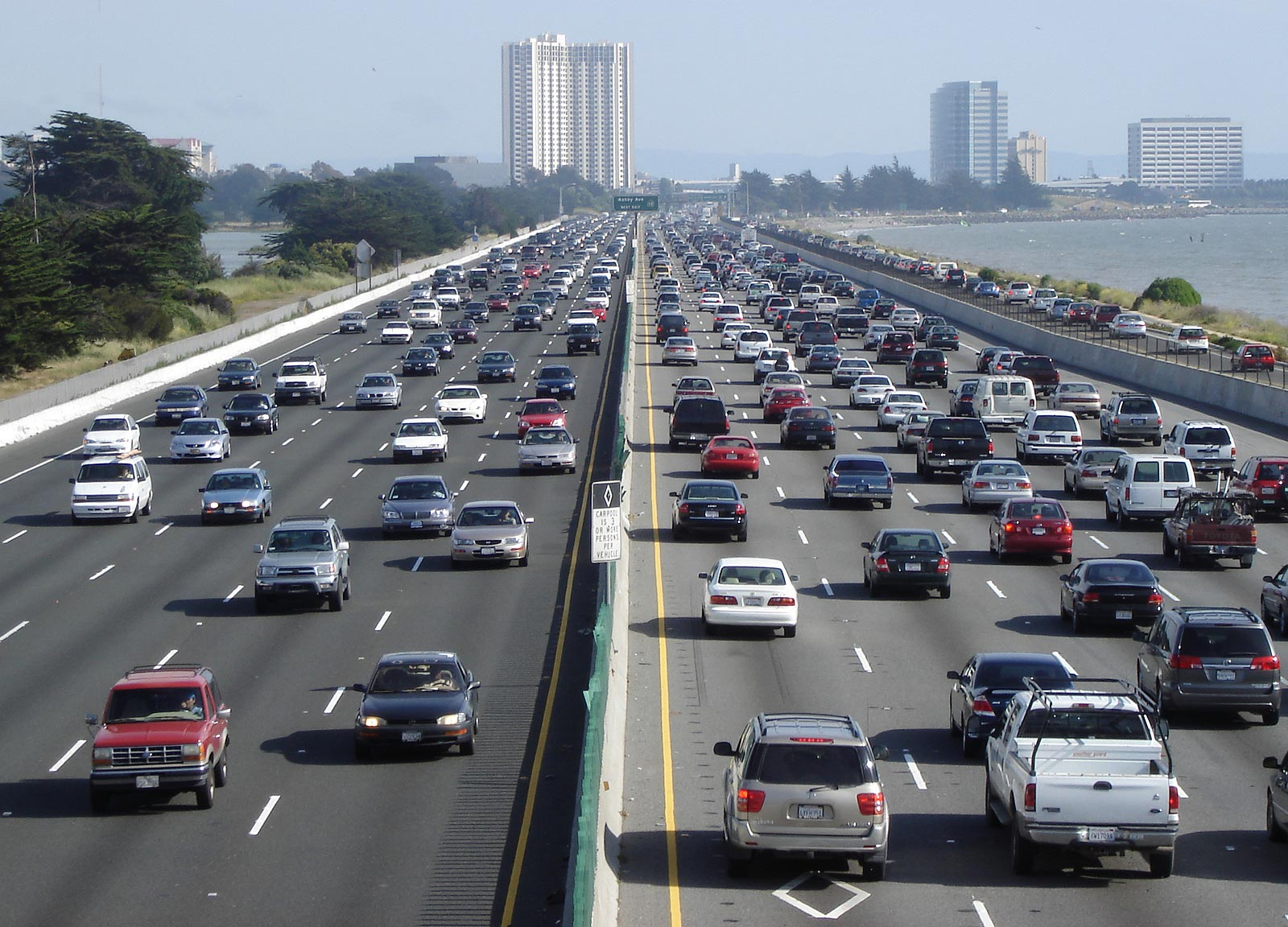
Швидкісна автомагістраль «Interstate 80» (I-80) поблизу Берклі, Каліфорнія, США, 14.05.2005, субота, по опівдні

Доро́жній рух — процес руху по дорогах транспортних засобів та учасників дорожнього руху, сукупність суспільних відносин, що виникають у процесі переміщення людей і вантажів за допомогою транспортних засобів або без таких у межах дороги.
Учасник дорожнього руху - особа, яка бере безпосередню участь у процесі руху на дорозі як пішохід, водій, пасажир, погонич тварин.